# Ciemnotwardnik łuskowaty

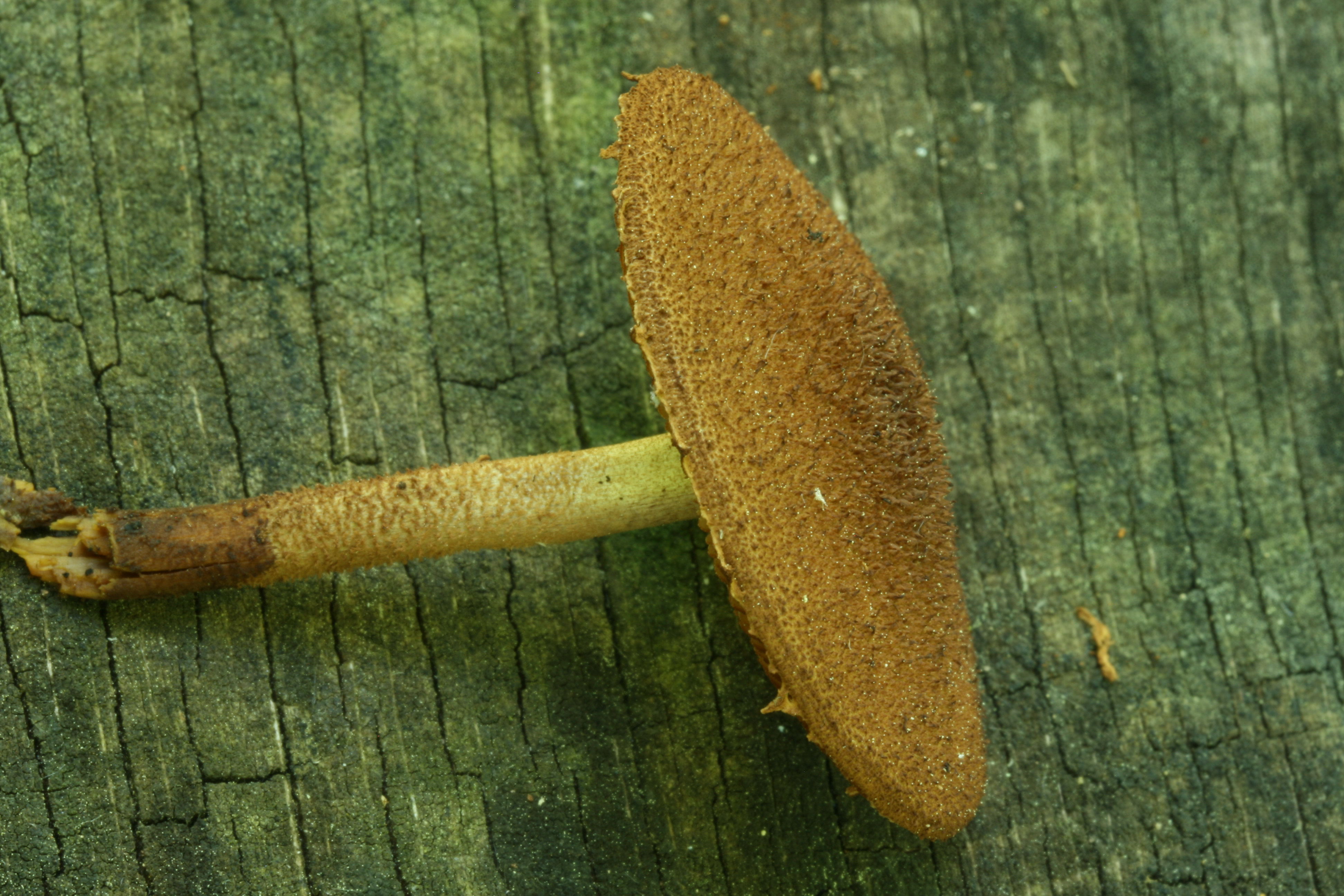

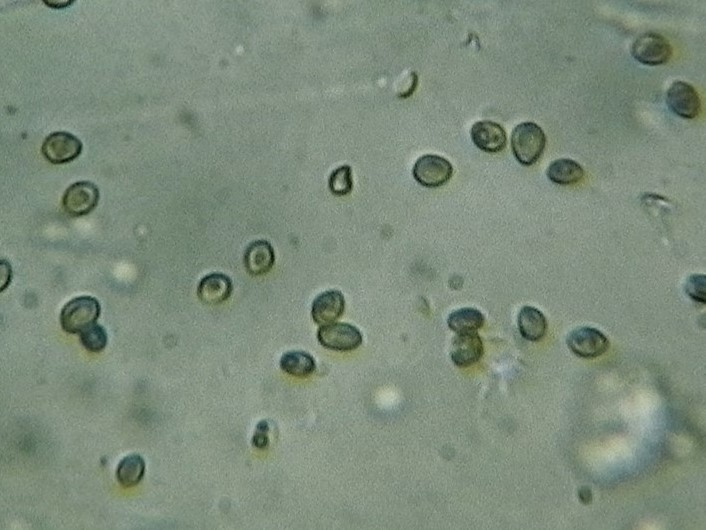
Zarodniki

Ciemnotwardnik łuskowaty (Phaeomarasmius erinaceus (Fr.) Scherff. ex Romagn.) – gatunek grzybów należący do rzędu pieczarkowców (Agaricales).

## Systematyka i nazewnictwo
Pozycja w klasyfikacji według Index Fungorum: Phaeomarasmius, Tubariaceae, Agaricales, Agaricomycetidae, Agaricomycetes, Agaricomycotina, Basidiomycota, Fungi.
Po raz pierwszy zdiagnozował go w 1828 r. Elias Fries, nadając mu nazwę Agaricus erinaceus. Obecną, uznaną przez Index Fungorum nazwę nadali mu Aladár Scherffel i Henri Charles Louis Romagnesi w 1937 r.
Synonimy:
- Agaricus aridus Pers. 1828
- Agaricus erinaceus Fr. 1828
- Agaricuslanatus Sowerby 1814
- Dryophila erinaceus (Fr.) Quél. 1886
- Naucoria arida (Pers.) M. Lange 1957
- Naucoria erinaceus (Fr.) Gillet 1876
- Phaeomarasmius aridus (Pers.) Singer 1951
- Pholiota erinaceus (Fr.) Rea 1922

Nazwę polską zaproponował Władysław Wojewoda w 2003 roku. 

## Morfologia
Kapelusz
Średnica 5–14 mm, początkowo wypukły, potem prawie płaski. Powierzchnia sucha, niehigrofaniczna, gęsto brodawkowata lub włóknisto-łuskowata, na szczycie umbrowa, poza tym rdzawa, brzeg strzępiasty.
Blaszki
Przyrośnięte, często szeroko brzuchate, umiarkowanie gęste, z blaszeczkami 2-3 stopnia. Początkowo są białawe, potem ciemniejsze.
Trzon
Wysokość 5–10 mm, grubość 0,5–1,5 mm, twardy, zwężający się ku górze, zwykle zakrzywiony i nieco mimośrodowo osadzony. Powierzchnia aksamitna, delikatnie włóknista z drobnymi łuseczkami. Barwa od ochrowej do kasztanowej, czasem z winnym odcieniem. Podstawa z grzybnią o barwie od jasnożółtej do cynamonowej.
Miąższ
Mięsisty,  twardy o barwie od ochrowej do ciemnoceglastej; zapach i smak nie są charakterystyczne.
Cechy mikroskopowe
Komórki skórki złożone z luźnych strzępek. Strzępki splątane, nie nabrzmiałe, średnicy 3–9 µm, umiarkowanie do grubo inkrustowane, brązowawe, długokomórkowe, grubościenne (grubość do 2 µm). Trama kapelusza złożona z podłużnych, lekko rozdętych strzępek o średnicy 3–13 µm, gładkich lub drobno inkrustowanych. Trama blaszek równoległa, strzępki średnica 3–4,5 µm, splątane ze strzępkami subhymenium. Cheilocystydy liczne, tworzące sterylny brzeg blaszek, 26–32 × 6,5–7 µm z wydłużoną szyjką, często pofalowaną, zazwyczaj z nieregularną główką, częściowo hialinowe, częściowo brązowe, niektóre z pogrubionymi ściankami u podstawy. Podstawki maczugowate lub nieco nieregularne, 2– lub 4–zarodnikowe, w stanie dojrzałym wyraźnie wystające, 26,5–32 × 6,5–9 µm, szkliste (hialinowe) lub jasnożółtawe (rzadko), czasem wrzecionowate i podobne do cystyd. Bazydiospory 7,2–10,8 × 5,0–6,4 × 5–7,4 µm, jajowate lub nieco migdałowate w widoku z boku, jajowate do nieco romboidalnych w widoku od przodu, gładkie. Pojedyncze są blado czerwonawo brązowe, w masie bursztynowo-ochrowe. Ściany cienkie. Grzybnia u podstawy trzonu złożona z nienabrzmiałych, grubościennych, gładkich, hialinowych lub brązowawych, wygiętych, często rozgałęzionych, falistych strzępek o grubości 1,5–3,5 µm.

## Występowanie
Znane jest występowanie ciemnotwardnika łuskowatego w Ameryce Północnej, Europie i na Wyspach Kanaryjskich. W piśmiennictwie naukowym na terenie Polski do 2003 r. podano liczne stanowiska. Znajduje się na Czerwonej liście roślin i grzybów Polski. Ma status R – gatunek potencjalnie zagrożony z powodu ograniczonego zasięgu geograficznego i małych obszarów siedliskowych. Aktualne stanowiska podaje internetowy atlas grzybów.
Saprotrof. Występuje w lasach i zaroślach na leżących na ziemi martwych gałęziach i gałązkach drzew liściastych, zwłaszcza olszy szarej, brzozy brodawkowatej, buka pospolitego, i wiązów. Łuszczyński w 1997 r. podał jego występowanie na gałęzi jodły. Owocniki pojawiają się od czerwca do października.